# Прометей (списание)
„Прометей“ е българско списание за класическа култура и класическо образование. Съдържа научни и научнопопулярни статии за Античността, преводи от латински и гръцки, съобщения и рецензии и др.
Основано през 1937 година и съществува до 1943 г. За целия период на съществуването му са публикувани 44 броя в тираж около 2000 – 2500 бр.
Издава се от Дружеството на приятелите на класическата култура в България. Редактори са: проф. Александър Балабанов, проф. Веселин Бешевлиев и Б. Илиев.